# Celaenorrhinini
De Celaenorrhinini zijn een geslachtengroep van vlinders van de familie van de dikkopjes van de onderfamilie van de Tagiadinae.

## Geslachten
- Celaenorrhinus Hübner, 1819
- Alenia Evans, 1935
- Apallaga Strand, 1911
- Bettonula Libert & Larsen, 2014
- Eretis Mabille, 1891
- Kobelana Larsen & Collins, 2013
- Loxolexis Karsch, 1895
- Pseudocoladenia Shirôzu & Saigusa, 1962
- Sape Mabille, 1891
- Sarangesa Moore, 1881
- Scopulifera Libert, 2014